# I*O*N
I*O*N (jap. イ・オ・ン) ist eine Manga-Serie, die 1997 in Japan erschien. Sie erschien in mehreren Sprachen, darunter bei EMA auf Deutsch, und war in den USA ein Verkaufserfolg. Es handelt sich um die erste Serie der später mit weiteren, längeren Mangas erfolgreichen Arina Tanemura.

## Handlung
Ion Tsuburagi ist eine ganz normale Oberschülerin mit ganz normalen Hobbys. Um ihrem aufdringlichen Verehrer Koki Shiraishi, dem Schulsprecher, zu entkommen, entschließt sie sich, aus dem Fenster zu springen, wo sie auf Mikado landet, dem Präsidenten des Clubs für übernatürliche Phänomene. Mikado hilft ihr, indem er sie versteckt, und nachdem Koki endlich geht, kommen die beiden ins Gespräch. Es stellt sich heraus, dass auch Ion sich für Telekinese interessiert, woraufhin Mikado ihr von seiner Erfindung erzählt.
Um ihn bei seinen Träumen zu unterstützen, gründet sie eine neue Arbeitsgruppe, die Koki akzeptiert. Als Mikado eines Tages vergisst, den Clubraum abzuschließen, packt Ion die Neugier. Sie geht in den Raum und entdeckt den Stein, den Mikado hergestellt hat, und fasst ihn an. Plötzlich passieren merkwürdige Dinge, und Ion schwebt in der Luft, was Mikado nicht entgeht. Erst dann will er sie zur Freundin haben. Irgendwann taucht auch noch Ai Minase, Mikados Exfreundin, auf und mischt sich in das Geschehen ein. Ai will nämlich Mikado unbedingt zurückerobern, weshalb sie sogar die Schule wechselt.
Am Ende stellt sich heraus, dass die Fähigkeiten, die Ion besitzt, durch das Zusammenwirken der Steine geweckt wurden (1. Stein: Erfindung von ihrem Vater, den sie verschluckt hat; 2. Stein: jener, mit dem Mikado experimentierte).

## Entstehung, Veröffentlichung und Rezeption
Die Idee zur Geschichte entstand laut Tanemura daraus, dass sie im Fernsehen jemanden über positive Ionen sprechen hörte und daraufhin ans Zeichenbrett lief und die Figur Ion Tsuburagi entwarf. Ihr Nachname ist vom japanischen Zeichen für „Partikel“ abgeleitet. Der Manga erschien in Japan zunächst in einzelnen Kapiteln in Serie im Magazin Ribon von Juni bis November 1997. Ursprünglich waren nur drei Kapitel geplant, die Geschichte wurde dann aber auf sechs Kapitel verlängert. Im Dezember 1997 brachte der Verlag Shūeisha gesammelt in einem Taschenbuch heraus. Am 22. Oktober 2010 erschien ein Bonuskapitel im Magazin Ribon Fantasy Zokan Go.
Das Taschenbuch erschien im September 2003 auf Deutsch bei EMA. Die Übersetzung stammt von Yuji Uematsu. Eine Neuauflage erschien als I*O*N New Edition im Dezember 2023. Weitere Übersetzungen erschienen auf Englisch bei Viz Media, auf Spanisch bei Planeta DeAgostini Comics und auf Chinesisch bei Sharp Point Press.
Die englische Ausgabe erreichte im April 2008 Platz 18 der Graphic-Novel-Charts in den USA und bezogen auf den Sommer 2008 stand der Band auf Platz 45 der erfolgreichsten Manga-Titel. Laut Publishers Weekly zeige der Einbänder deutlich, dass Tanemura noch am Anfang ihrer Karriere stand, aber zeige auch bereits ihr Talent. Humor, Übernatürliches und Romantik fügten sich gut zusammen in einer zufriedenstellenden Geschichte, die jedoch noch mangelhaft erzählt sei. Auch die Künstlerin selbst gesteht in den Kommentaren ein, dass die Panel zu viele rein dekorative Muster enthalten.